# 3 Body Problem
3 Body Problem és una sèrie de televisió de ciència-ficció estatunidenca creada per David Benioff, D. B. Weiss i Alexander Woo, basada en la novel·la xinesa guanyadora del premi Hugo El problema dels tres cossos de Liu Cixin. És la segona adaptació d'acció en directe després de la sèrie de televisió xinesa del 2023.
La sèrie es va estrenar a Netflix amb vuit episodis el 21 de març de 2024 amb subtítols en català.